# Descanso na Fuga para o Egito (Bordone)
O Descanso na Fuga para o Egito, também chamado de O Descanso no Retorno da Fuga para o Egito é uma pintura a óleo de cerca de 1530 do pintor renascentista veneziano Paris Bordone. Está em exibição no Musée des Beaux-Arts de Strasbourg, França.
Pintor de excepcional versatilidade, Bordone é creditado por ter inventado um novo gênero de pintura: o capricho arquitetônico. É em suas paisagens religiosas justamente celebradas, no entanto, que Bordone (diferente de qualquer outro pintor de sua geração) reúne as qualidades essenciais de Ticiano e Giorgione, os pais conjuntos da tradição renascentista veneziana, em um ato disciplinado de homenagem que exigiu que ele reduzisse seu próprio talento indubitável para a inovação. Bordone pintou uma série de versões de Descanso da Fuga para o Egito. O tamanho e a complexidade da versão de Melbourne sugerem que ela foi criada para um rico patrono privado ou como um retábulo.

## Temática
A temática da Fuga para o Egito, e também o Retorno da Fuga para o Egito  retrata a viagem bíblica do recém-nascido Jesus Cristo, juntamente com a Virgem Maria, sua mãe, e São José, conforme descrito no Evangelho de Mateus (Mateus 2:13–23). O Evangelho descreve a fuga da Sagrada Família como resultado de uma visão de um anjo, que disse a José para trazê-los para o Egito, já que o Rei Herodes, o Grande viria para matar o menino Jesus (Mateus 2:13}). Segundo os relatos bíblicos, o Rei Herodes mandou matar as crianças que teriam aproximadamente a idade do Menino Jesus em um episódio conhecido como Massacre dos Inocentes. O  evangelista Mateus afirma que a Sagrada Família permaneceu no Egito até a morte do Rei Herodes quando então voltaram para a Galileia e se estabeleceram em Nazaré.

## História
A obra foi pintada por volta de 1530 como um retábulo para a igreja beneditina Santa Maria della Misericordia de Noale (hoje a igreja paroquial Chiesa dell'Assunta). Foi comprado em Londres em 1890 por Wilhelm von Bode, da coleção de Charles Fairfax Murray. A pintura foi restaurada em 1965.